# قائمة مصطلحات مصارعة المحترفين

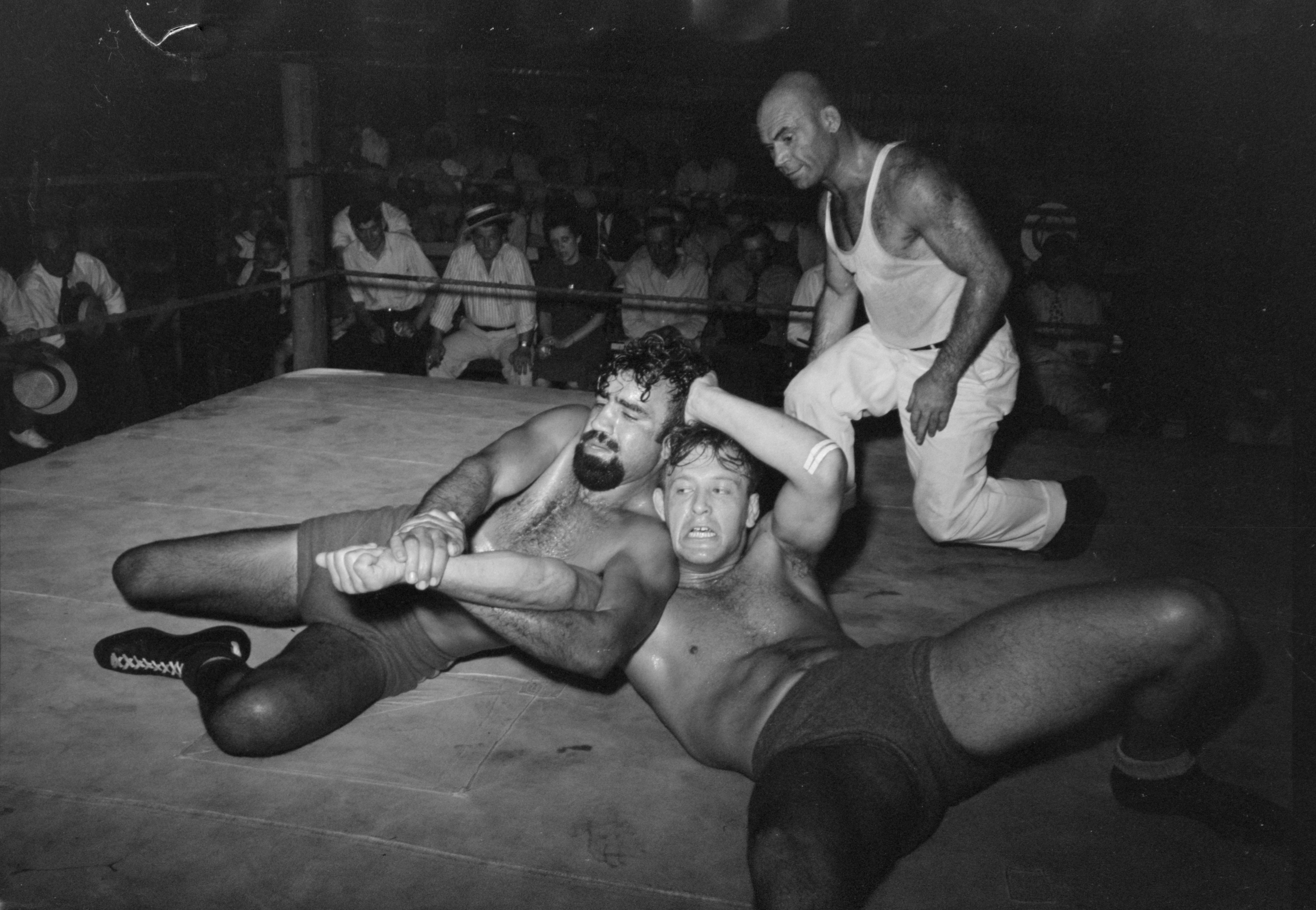
أداء مباراة مصارعة في سيكيستون ، ميسوري ، مايو 1938.

في المصارعة المحترفة عدد ضخم من المصطلحات، الكثير منها مصدره الكرنفالات وعروض السيرك، واللغة العامية نفسها وغالبا ما يشار اليه باسم «كارني الحديث».في الماضي، المصارعون يستخدمون لغة خاصة في حضور المشجعين حتى لا تكشف عن طبيعة عمل من الأعمال. في السنوات الأخيرة، انتشرت لغة محادثة المصارعة عبر الإنترنت. في الواقع، كثير من المصطلحات تعود إلى صنع المال أكثر من الرياضة نفسها.

## A

### A-Show
عرض المصارعة الذي يعتبر الأكبر في الشركة.

## S

### Stable
المجموعات (بالإنجليزية: Stable)‏ هي مجموعة ممن المصارعين لديهم عنصر مشترك(صداقة- سواء كانت حقيقية أو سيناريو-، مدير مشترك، أو سناريو مشترك) مما يضعهم مع بعض كفريق.

## مباراة مظلمة
مباراة غير متلفزة ضمن مهرجان تلفزيوني.